# Wojciech Kadzidłowski
Wojciech Kadzidłowski herbu Ogończyk (ur. prawdopodobnie w 1590, zm. 1666) – sekretarz królewski, kasztelan inowrocławski, starosta radziejowski, fundator klasztoru kamedulskiego w Bieniszewie.

## Życiorys
Wojciech Kadzidłowski pełnił funkcję sekretarza trzech polskich królów z dynastii Wazów: Zygmunta III, Władysława IV i Jana Kazimierza. Był od 1661 roku właścicielem dóbr Kazimierz Biskupi. W późniejszym czasie wszedł w posiadanie pobliskich miejscowości, m.in. Gosławic i Lichenia.
Znany ze swej chorobliwej oszczędności. Przekazał o. Silvanowi Boselli jedynie 300 florenów na budowę pustelni w Bieniszewie, mimo że wiedział już wtedy od swojego spowiednika – o. Antoniego Krzesikowskiego – o rzekomym objawieniu, do którego miało dojść w 1662 roku w Bieniszewie. Dopiero w 1664 roku, z wdzięczności za udzieloną gościnę w domu kamedułów oraz pod naciskiem biskupa Andrzeja Trzebickiego, zgodził się udzielić pomoc finansową, w wysokości kilku tysięcy florenów, na budowę kamedulskiego klasztoru.